# ملفين لوبو
ملفين لوبو (27 فبراير 1992 في الهند - ) هو لاعب كرة قدم هندي في مركز الدفاع. لعب مع DSK Shivajians FC ‏ وSesa Football Academy ‏.

## وصلات خارجية
- ملفين لوبو على موقع قاعدة بيانات كرة القدم.إي يو (الإنجليزية)
- ملفين لوبو على موقع Soccerway.com (الإنجليزية)